# Milena Rudež
Milena Rudež (rođ. Đurović, Kalimanići, 1958.) bosanskohercegovačka i danska pjesnikinja, književnica, arhitektica i prevoditeljica. 

## Životopis
Školovala se u Sarajevu (osnovna škola Franjo Kluz, gimnazija Ognjen Prica i Arhitektonski fakultet) i Beogradu (postdiplomski studij iz urbanizma na Arhitektonskom fakultetu u Beogradu 1987. – 1988.). Živjela je u Sarajevu trideset godina, gdje je radila kao arkitekta i bavila se arhitektonskom kritikom kao saradnik 3. programa Radio Sarajeva, Informacija Društva arhitekata Sarajeva i časopisa Udruženja hrvatskih arhitekata Čovjek i prostor.  
Bila je član Književne omladine Sarajeva, studentskog KUD-a Slobodan Princip Seljo i Društva arhitekata Sarajeva. Krajem 1992. kao izbjeglica dolazi u Dansku, gdje volontira na odjeljenju za urbanizam na Det Kongelige Kunstakademi i uključuje se u aktivnosti Danskog udruženja pisaca, a zatim zapošljava kao dvojezična učiteljica, arhitektica i projekt menadžerica. Od 1996. počinje prevoditi i pisati poeziju i na danskom jeziku.
Debitirala je u Sarajevu s pričom objavljenom u Našim danima. Prvu pjesničku zbirku Dnevnik slijepog putnika objavljuje 1987. (izdavač Veselin Masleša, Sarajevo), a drugu o ratnom i izbjegličkom iskustvu Den blinde rejsende fra Sarajevo / Slijepi putnik iz Sarajeva u Kopenhagenu 2002. Nekoliko pjesama iz zbirke Den blinde rejsende fra Sarajevo objavljene su u knjizi Og Balkan kom til Danmark: om at være nærområde til krig og folkemord (redakcija Niels-Jørgen Nehring i Birte Weiss, Aarhus Universitetsforlag) 2015. Knjigom poezije Svijet iza stakla /Verden bag glasset (Banja Luka, 2010.) osvojila je književnu nagradu Kočićevo pero 2011. Pjesmom Tilståelsen til Sara (Priznanje Sari), napisanom na danskom, pobijedila je na književnom konkursu povodom Evropske godine borbe protiv rasizma 1997. Njene pjesme i priče su objavljivane u mnogim časopisima, a dio pjesničke zbirke Lica i gradovi (Adresa, Novi Sad 2015.) u časopisu za obrazovanje, kulturu i umjetnost Katedra 2016, br. 4-5 (SPKD Prosvjeta, Prijedor i Kuća poezije, Banja Luka).  
Njena poezija i prijevodi danske moderne poezije i proze objavljivani su u obliku knjiga i u književnim časopisima u Bosni i Hercegovini, Srbiji i Hrvatskoj, pored ostalih u časopisu Riječ i Susreti iz Brčkog, Diwan iz Gradačca, Odjek, Život i Bosanska vila iz Sarajeva, Mostovi i Balkanski književni glasnik iz Beograda[neaktivna poveznica], te Tema iz Zagreba i Poiesis iz Ljubljane. Zastupljena je u antologiji Izgubljene zvijezde – prigodna stopjesmica bosanskohercegovačkih pjesnikinja od 1908. do 2008. O njenoj poeziji su pisali kako danski tako i bh. književni kritičari, pored ostalih Sead Husić, Muris Bajramović, Naida Mujkić, Žarko Milenić, Ivo Mijo Andrić i Izet Muratspahić.
Pjesme Milene Rudež su prevedene na: danski, engleski, njemački, francuski, arapski i španski. Njena poezija na danskom je objavljena u više danskih antologija, dnevnih novina i časopisa (Politiken, Information, Tidsskriftet Det Poetiske Bureau i drugi), a na više jezika u DIOGEN pro culture magazine.
Bila je inicijatorica i urednica dansko-bosanskohercegovačkog književnog časopisa Poet, u kojem su dvojezično objavljivana djela danskih pisaca i pisaca s područja bivše Jugoslavije. Napisala je introdukcioni tekst o romanu Meše Selimovića Derviš i smrt u antologiji svjetske književnosti Verdenshistorier – en alternativ kanon (Svjetske priče – alternativni kanon) za danske osnovne škole. Bila je inicijatorica i jedan od urednika i prevodilaca antologije Ny lyrik fra Bosnien-Hercegovina (Det Poetiske Bureaus Forlag, 2018.) u kojoj su predstavljena 43 bosanskohercegovačka pjesnika. Za uredništvo ove dvojezične knjige nagrađena je na Međunarodnom sajmu knjiga u Sarajevu 2019. 
Prevela je s danskog na bošnjački, hrvatski i srpski petnaest knjiga, pored ostalih Izabrane bajke od H. C. Andersena , Kelti u Evropi   Arhivirana inačica izvorne stranice od 5. veljače 2020. (Wayback Machine) i Velika boginja od Toni Liversage, izabrane pjesme Erika Stinusa Ostaci pejzaža i izabrane Dječje rime Halfdana Rasmussena. Potpisnica je Deklaracije o zajedničkom jeziku, u kojoj se tvrdi da se u Hrvatskoj, Bosni i Hercegovini, Srbiji i Crnoj Gori govore nacionalne standardne varijante zajedničkog policentričnog standardnog jezika.
Članica je Danskog udruženja pisaca (Lyrikgruppen i DOF - Danskog saveza prevoditelja), Danskog PEN centra i Bosanskohercegovačkog društva pisaca, prevodilaca i bibiotekara u Švedskoj.

## Književna djela
- Dnevnik slijepog putnika (Den blinde rejsendes dagbog), pjesme, Veselin Masleša, Sarajevo, 1987.
- Den blinde rejsende fra Sarajevo / Slijepi putnik iz Sarajeva, pjesme, Attika, Kopenhagen, 2002. (prevele na danski T. Liversage i A. M. Bjerg)
- Svijet iza stakla / Verden bag glasset, pjesme, Zadužbina Petar Kočić, Banja Luka, 2010.
- Lica i gradovi, pjesme, Adresa, Novi Sad, 2015.
- Свет зад стаклото, pjesme, Izraz, Skopje, 2019. (prevele na makedonski Seida Beganović i Milena Rudež)
- Pejzaž bez ljudi (Landskab uden mennesker), pjesme, Planjax, Tešanj 2021
- Skyggedigte Soldigte, pjesme na danskom, Det Poetiske Bureaus Forlag, 2022
- Skyen i vandet / Oblak u vodi, haiku pjesme, Daorson, 2023.
- Fra hvirvlen / Iz kovitlaca, pjesme, Književni klub PB Brčko distrikt BiH, 2024.
- Efterårsdage / Jesenji dani, pjesme, Daorson, 2025.

## Pjesničke antologije i zbornici
- Mellem land og land, 1995.
- Mellem gode mennesker, 2000.
- Nye nordiske landskaber, 2003.
- Nye stemmer, 2007.
- Izgubljene zvijezde, 2008.
- Susreti / Begegnungen, 2010.
- Schritte / Koraci, 2011.
- Između dva sveta / Zwischen Zwei Welten, 2013.
- 117 stemmer, 2013.
- Zbornik savremene ljubavne poezije, 2014.
- Gammelbogen II, 2014.
- The Second Genesis - An Anthology of Contemporary World Poetry, 2014.
- Med og uden smykker, 2016.
- Ny lyrik fra Bosnien-Hercegovina, 2018.[11]
- An Anthology of Danish women´s poetry (na arapskom), 2022.

## Nagrade
- Nagrada za književno djelo na danskom državnom konkursu povodom obilježavanja Evropske godine borbe protiv rasizma 1997. (prva nagrada)
- Nagrada Kočićevo pero 2011. (za knjigu poezije Svijet iza stakla / Verden bag glasset)
- Nagrada Međunarodnog sajma knjiga u Sarajevu 2019. za uredništvo bh. antologije Ny lyrik fra Bosnien-Hercegovina[12]
- Nagrada Meho Baraković 2022. (nagrada Društva bh. pisaca, prevodilaca i bibliotekara u Švedskoj za izuzetne književne domete u području poezije, proze, prevodilaštva i esejistike)[13]
- Nagrada Međunarodnog sajma knjiga u Sarajevu 2025. za objavljeno književno djelo u dijaspori Efterårsdage / Jesenji dani (pjesnička zbirka, dvojezično izdanje).